# Pave Hadrian 2.
Hadrian 2. (792 – 14. december 872) var pave fra 14. december 867 til sin død i 872. Han var medlem af en romersk adelsfamilie og blev pave i sen alder. Familien havde fostret de tidligere paver Sergius 2. og Stefan 4.
Han havde tjent forgængeren Nikolaus 1. og rådgav særligt om politik.